# Ficus hebetifolia
Ficus hebetifolia är en mullbärsväxtart som beskrevs av Armando Dugand. Ficus hebetifolia ingår i släktet fikonsläktet, och familjen mullbärsväxter. Inga underarter finns listade i Catalogue of Life.